# 格雷戈里奧德拉費雷爾

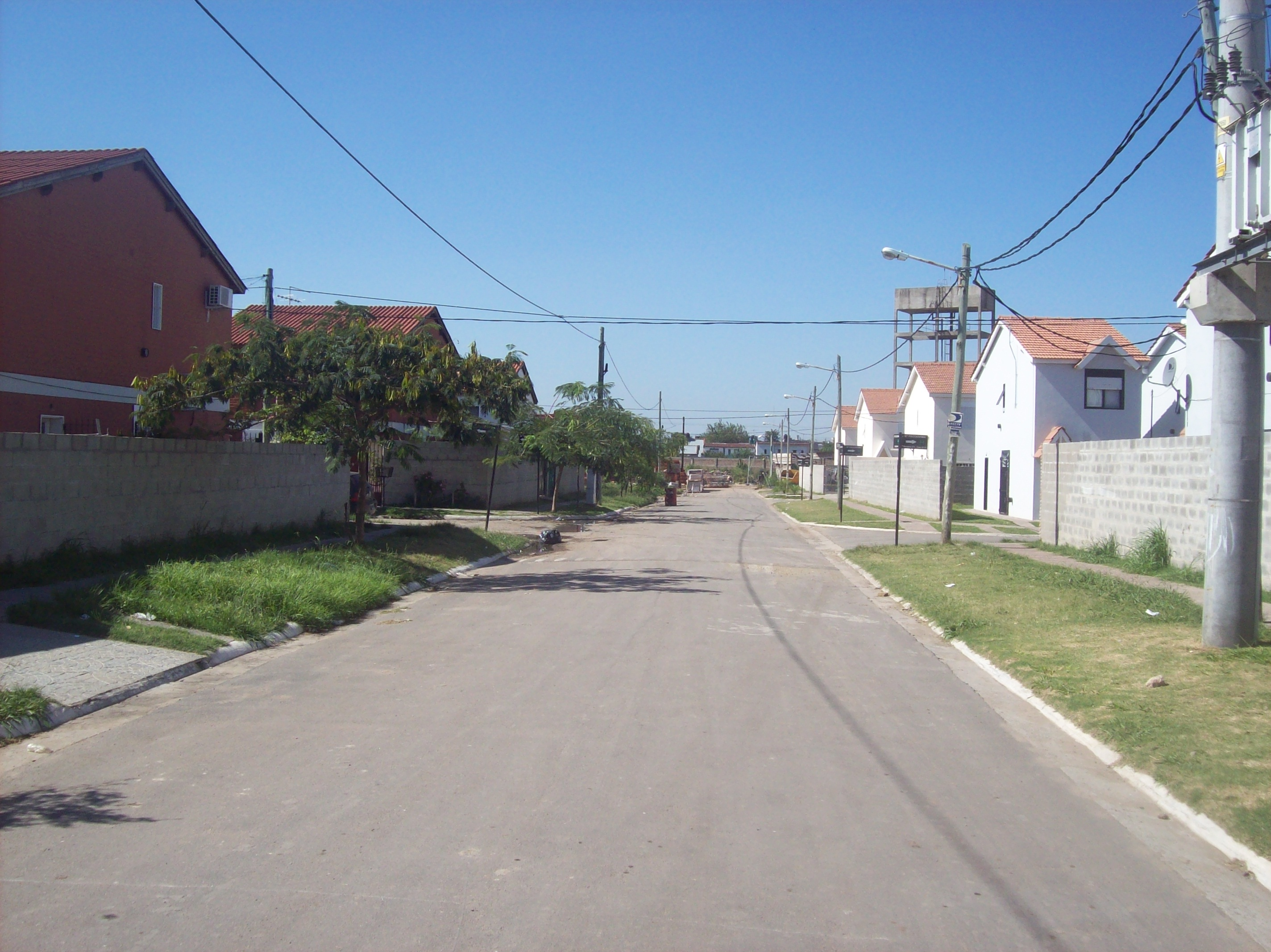
格雷戈里奧德拉費雷爾

格雷戈里奧德拉費雷爾是阿根廷的城鎮，位於該國東部，由布宜諾斯艾利斯省負責管轄，距離布宜諾斯艾利斯24公里，面積21.8平方公里，海拔高度4米，2001年人口175,670。